# حبيب بن عبيد الرحبي
أبو حفص حبيب بن عبيد الرحبي الشامي الحمصي تابعي، أحد رواة الحديث النبوي.

## رواية الحديث
روى عن: أوسط البجلي، بلال بن أبي الدرداء، وجبير بن نفير الحضرمي، وحبيب بن مسلمة، وحريث بن الأبح السليحي، وأبي أسامة صدي بن عجلان الباهلي، وعتبة بن عبْدِ السلمي، والعرباض بن سارية، وعمير بن سعد الأنصاري، وعوف بن مالك الأشجعي، وغضيف بن الحارث، والمقدام بن معدي كرب، وعائشة مرسلا.
 روى عنه: ثور بن يزيد، وجميع بن ثوب، وحريز بن عثمان مد الرحبيون، وشريح بن عبيد الحضرمي، وعصمة بن راشد، والفضيل بن فضالة، ومعاوية بن صالح، ويزيد بن خمير، وأبو بكر بن عبد اللَّهِ بن أبي مريم.
وقال أبو بكر البغدادي: «وأبو حفص حبيب بن عبيد الرحبي قديم أدرك ولاية عمير بن سعد الأنصاري على حمص، وكان عمير عامل عمر بن الخطاب على حمص، وعزله عنها عثمان بن عفان بعدما استخلف بسنة». قال حبيب بن عبيد: «أدركت سبعين رجلا من الصحابة». روى له الجماعة، والبخاري في الأدب.

## الجرح والتعديل
- قال ابن حجر في التقريب: «ثقة».
- قال الذهبي في الكاشف: «ثقة».
- قال النسائى: «ثقة».[2]